# Molentjes
Molentjes is een 'voormalige' buurtschap in de gemeente Drechterland, in de Nederlandse provincie Noord-Holland. Voor 1 januari 2006 behoorde de buurtschap bij de gemeente Venhuizen. Men spreekt ook van De Molentjes. Het is gelegen aan de Zuiderdijk, ter hoogte van de Vluchthaven van Wijdenes.
Mollentjes is van oorsprong een buurtschap, gelegen bij de molengang van Wijdenes. Deze molengang bestond uit twee watermolens die het water van de polder Wijdenes loosden op de Zuiderzee. Deze watermolens verloren in de twintigste eeuw hun functie en werden verwijderd. De buurtschap bleef en werd tijdens de aanleg van nieuwe polderwegen tijdens ruilverkaveling verbonden met het Twuiver, een verbindingsweg en buurtschap tussen het dorp Wijdenes en de dijk. Molentjes wordt net als het Twuiver niet meer gebruikt als echte plaatsnaam, maar nog wel als buurtduiding, daarom spreekt men toch nog weleens van een buurtschap.